# رايان كيلي
رايان كيلي (بالإنجليزية: Ryan Kelly)‏ مواليد 9 أبريل 1991، هو لاعب كرة سلة أمريكي يلعب مع فريق لوس أنجلوس ليكرز في الرابطة الوطنية لكرة السلة ويحمل الرقم 4. يبلغ طوله 6 قدم 11 بوصة (2.1 م).

## فرق لعب لها
- لوس أنجلوس ليكرز

## روابط خارجية
- رايان كيلي على موقع الاتحاد الدولي لكرة السلة (الإنجليزية)
- رايان كيلي على موقع إن بي أي (الإنجليزية)
- رايان كيلي على موقع دوري كرة السلة الياباني للمحترفين (اليابانية)
- رايان كيلي على موقع سبورتس رفرنس (الإنجليزية)
- رايان كيلي على موقع الدوري الإسباني لكرة السلة (الإسبانية)
- رايان كيلي على موقع كرة السلة الأوروبية.كوم (الإنجليزية)
- رايان كيلي على موقع كلية كرة السلة في سبورتس رفرنس.كوم (الإنجليزية)
- رايان كيلي على موقع ريلجم (الإنجليزية)
- رايان كيلي على موقع بروبوليرز (الإنجليزية)
- رايان كيلي على موقع سبورتس رفرنس (الإنجليزية)